# 塞缪尔·牛顿
塞缪尔·牛顿（英語：Samuel Newton，1881年11月23日—1944年10月11日），加拿大男子射击运动员。他曾代表加拿大参加1924年夏季奥林匹克运动会射击比赛，获得男子团体多向飞碟银牌。